# Leucochrysa tenuis
Leucochrysa tenuis är en insektsart som beskrevs av De Freitas och Penny 2001. Leucochrysa tenuis ingår i släktet Leucochrysa och familjen guldögonsländor. Inga underarter finns listade i Catalogue of Life.